# Xenacoelomorpha (classification phylogénétique)
Cette page a pour objet de présenter un arbre phylogénétique des Xenacoelomorpha, c'est-à-dire un cladogramme mettant en lumière les relations de parenté existant entre leurs différents groupes (ou taxa), telles que les dernières analyses reconnues les proposent. Ce n'est qu'une possibilité, et les principaux débats qui subsistent au sein de la communauté scientifique sont brièvement présentés ci-dessous, avant la bibliographie.

## Arbre phylogénétique
Le cladogramme présenté ici ne possède qu'une valeur indicative. Il n'est pas forcément consensuel, et on peut toujours se référer à la bibliographie au bas de l'article.
Le symbole ▲ renvoie à la partie immédiatement supérieure de l'arbre phylogénétique du vivant. Le signe ► renvoie à la classification phylogénétique du groupe considéré. Tout nœud de l'arbre portant plus de deux branches montre une indétermination de la phylogénie interne du groupe considéré.
Les habitudes typographiques des botanistes et des zoologistes sont différentes. Ici, par commodité de lecture, et certains groupes actuels relevant des deux domaines traditionnels, les noms de taxons supérieurs au genre sont tous écrits en caractères droits, les noms de genres ou d'espèces en italiques.
À la suite d'un taxon, sa période d'apparition, quand elle est connue, peut être indiquée suivant la légende suivante :
(Plé) : Pléistocène ; (Pli) : Pliocène ; (Mio) : Miocène ; (Oli) : Oligocène ; (Éoc) : Éocène ; (Pal) : Paléocène ; (Cré) : Crétacé ; (Jur) : Jurassique ; (Tri) : Trias ; (Per) : Permien ; (Car) : Carbonifère ; (Dév) : Dévonien ; (Sil) : Silurien ; (Ord) : Ordovicien ; (Camb) : Cambrien ; (Edi) : Édiacarien. Pour plus de précision si possible, (-) : inférieur ; (~) : moyen ; (+) : supérieur.

- ▲
  - Xenacoelomorpha
    - Xenoturbellida ou Xenoturbellidae
    - Acoelomorpha
      - Nemertodermatida
        - Ascopariidae
        - Nemertodermatidae

      - Acoela
        - ? Actinoposthiidae
        - ? Antigonariidae
        - ? Antroposthiidae
        - ? Nadinidae
        - ? Tauridae
        - Diopisthoporidae
        - Bitesticulata
          - Paratomellidae
          - Bursalia
            - Prosopharyngida
              - Hallangiidae
              - …
                - Hofsteniidae
                - Solenofilomorphidae

            - Crucimusculata
              - Proporidae
              - …
                - Isodiametridae
                - …
                  - Otocelididae
                  - …
                    - Dakuidae
                    - Aberrantospermata
                      - Convolutidae
                      - Mecynostomidae

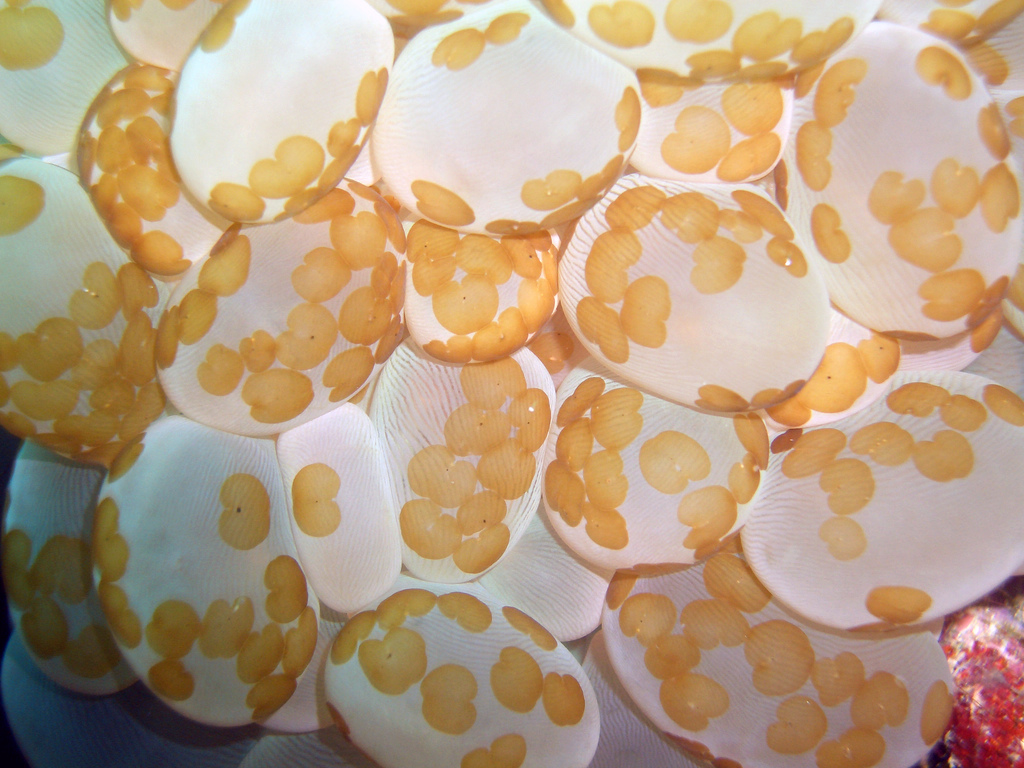
Acœles Waminoa sp. sur les cnidaire Plerogyra sp.

## Débat scientifique relatif à la phylogénie desXenacoelomorpha
Les Acœlomophes ont été séparés des Plathelminthes par l'avènement des phylogénies moléculaires. La lancinante question du caractère basal des Plathelminthes a ainsi été tranchée : les Acœles et les Némertodermatidés sont de divergence ancienne à la base de l'arbre des Bilatériens, tandis que les Caténulides et Rhabditophores forment un groupe évolué au sein ou à côté des Lophotrochozoaires.
Depuis, les Acœlomorphes, qui semblent bien monophylétiques, ont été rapprochés des Xénoturbellidés, soit comme groupe frère des Ambulacraires au sein des Deutérostomiens, soit à la base des Bilatériens.

## En savoir plus

### Sources bibliographiques de référence
- Seth Tyler et Stephen Schilling : « Phylum Xenacoelomorpha Philippe, et al. »,  in Zhi-Qiang Zhang (éditeur) : « Animal biodiversity: An outline of higher-level classification and survey of taxonomic richness », Zootaxa, vol. 3148, 2011, 237 pp.
- Gregory D. Edgecombe, Gonzalo Giribet, Casey W. Dunn, Andreas Hejnol, Reinhardt M. Kristensen, Ricardo C. Neves, Greg W. Rouse, Katrine Worsaae et Martin V. Sørensen : « Higher-level metazoan relationships: recent progress and remaining questions », Org. Divers. Evol., vol. 11, no 2, 2011, p. 151-172
- Andreas Wallberg : « The Dawn of a New Age: Interrelationships of Acoela and Nemertodermatida and the Early Evolution of Bilateria », Acta Universitatis Upsaliensis (Digital Comprehensive Summaries of Uppsala Dissertations from the Faculty of Science and Technology), 2009, 44 pp.,  (ISBN 978-91-554-7591-8)
- Andreas Wallberg, Marco Curini-Galletti, Afsaneh Ahmadzadeh et Ulf Jondelius : « Dismissal of Acoelomorpha: Acoela and Nemertodermatida are separate early bilaterian clades », Zoologica Scripta, vol. 36, no 5, 2007, p. 509-523
- Sarah J. Bourlat, Thorhildur Juliusdottir, Christopher J. Lowe, Robert Freeman, Jochanan Aronowicz, Mark Kirschner, Eric S. Lander, Michael Thorndyke, Hiroaki Nakano, Andrea B. Kohn, Andreas Heyland, Leonid L. Moroz, Richard R. Copley et Maximilian J. Telford : « Deuterostome phylogeny reveals monophyletic chordates and the new phylum Xenoturbellida », Nature, vol. 444, 2006, p. 85-88
- Jaume Baguñà et Marta Riutort : « Molecular phylogeny of the Platyhelminthes »(Archive.org • Wikiwix • Archive.is • Google • Que faire ?), Can. J. Zool., vol. 82, 2004, p. 168–193

### Sources internet
- Mikko's Phylogeny Archive
- The Taxonomicon
- Micro*scope
- NCBI Taxonomy Browser